# Pakt Narodowy
Pakt Narodowy (arab. ميثاق وطني) – niepisane porozumienie przywódców religijnych i politycznych o podziale władzy uzależnionych od znaczenia i liczebności gmin religijnych lub mniejszości etnicznych w Libanie. Został zawarty w 1943 roku. Na Pakcie Narodowym opierał się system polityczny Libanu od momentu jego powstania aż do wybuchu libańskiej wojny domowej w 1975 roku.